# Циллис-Райшен
Циллис-Райшен (нем. Zillis-Reischen) — коммуна в Швейцарии, в кантоне Граубюнден. 
Входит в состав региона Ваимала. Население составляет 386 человек (на 31 декабря 2006 года). Официальный код  —  3712.
Находится на берегу Рейна. В состав коммуны входят деревни Циллис и Райшен. До 2016 года коммуна входила в состав округа Хинтеррайн.

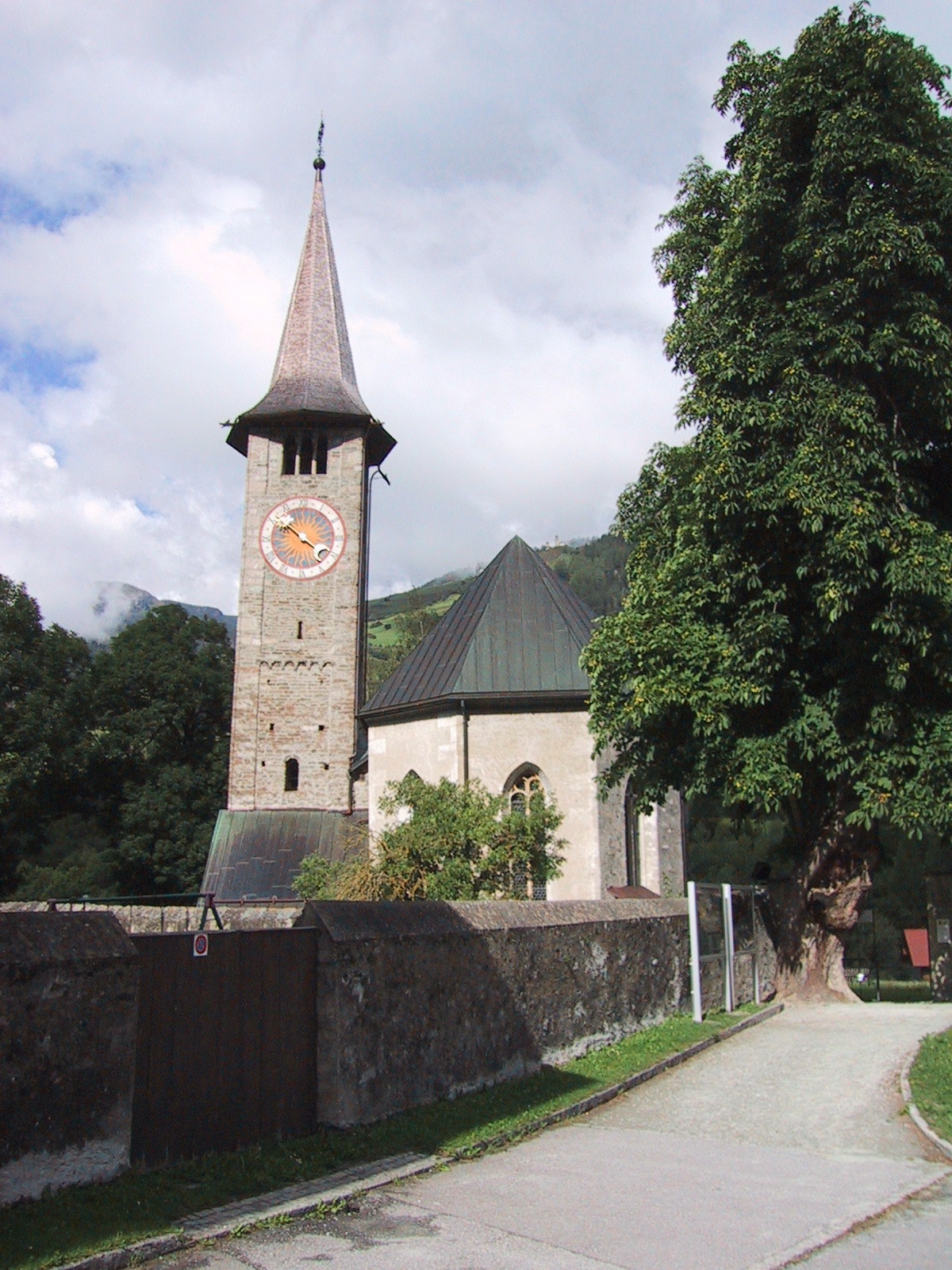
Церковь св. Мартина в Циллисе